# Кромвель (фільм)
Кромвель (англ. Oliver Cromwell) — історичний фільм англійського режисера Кена Г'юза, знятий у 1970 році.

## Сюжет
Фільм розповідає про події революції та громадянської війни в Англії.
Англійський парламент невдоволений правлінням короля Карла I, який зі своїми прибічниками дбає виключно про власні інтереси, нехтуючи інтересами країни. На вимогу парламенту щодо впровадження необхідних змін, король відповідає відмовою та намагається заарештувати представників парламенту, серед яких Олівер Кромвель.
Дії короля викликають обурення парламенту та зрештою призводять до громадянської війни.
Проте на початку війська парламенту дістають поразки й Кромвель, один з військових керівників, доводить про необхідність створення нової, професійної армії, здатної протистояти армії Карла I.
Під його керівництвом новостворена армія здобуває перемогу над королівською армією.
Задля збереження влади Карл I готовий прийняти допомогу ворожих Шотландії та Ірландії, а також виконати умови католицької церкви, поступившись інтересами англіканської церкви.
Але плани короля не втілюються, він терпить поразку та предстає перед судом парламенту.
Попри нерішучість частини парламентаріїв, під тиском фактів, що доводять зраду інтересів країни, короля присуджують до страти.
Кромвель відбуває до свого маєтку, але через декілька років повертається до Лондона та, звинувативши членів парламенту у корупції, бездіяльності та нехтуванні інтересами Англії, стає до керування країною.

## Критика
Фільм був підданий критиці через історичні неточності.

## Відзнаки та нагороди
Премія Оскар у номінації «Кращий дизайн костюмів» (Вітторіо Новарезе) 1971;
Приз за найкращу чоловічу роль (Річард Харріс) на 7-му Московському міжнародному кінофестивалі,  1971.